# Bilha (ö i Eritrea)
Bilha är en ö i Eritrea. Den ligger i den östra delen av landet, 200 km öster om huvudstaden Asmara.